# Корнова
Корнова (рум. Cornova) — село в Унгенському районі Молдови. Утворює окрему комуну.

## Населення
За даними перепису населення 2004 року у селі проживали 1129 осіб.
Національний склад населення села:
| Національність       | Кількість осіб | Відсоток   |
| -------------------- | -------------- | ---------- |
| молдавани румуни     | 1111 10        | 98,4% 0,9% |
| українці             | 4              | 0,4%       |
| росіяни              | 2              | 0,2%       |
| болгари              | 1              | 0,1%       |
| інша / без відповіді | 1              | 0,1%       |
| Всього               | 1129           | 100%       |

## Видатні уродженці
- Урсу Дмитро Павлович (1936—2017) — український африканіст, історик.